# 李英 (会寧伯)
李 英（り えい、1382年 - 1442年）は、明代の軍人。字は壬傑。チベットの出身。

## 生涯
洪武年間に父の南哥が部衆を率いて明に帰順し、西寧州同知に任じられた。功績を重ねて西寧衛指揮僉事に進んだ。李英は父の官を嗣いだ。
1412年（永楽10年）、涼州のチベット系首長の老的罕が反乱を起こすと、李英がこれを攻撃した。来川を討ち、360人を捕斬した。夜の雪の中を反乱軍は逃走し、李英は追撃してこれを捕らえた。都指揮僉事に進んだ。ときにチベット僧の張答里麻が永楽帝によって左覚義に任じられ、西寧に住持していた。李英はその悪事を暴き、張答里麻を磔刑に処した。
1424年（永楽22年）、宦官の喬来喜・鄧誠らが烏思蔵への使節として向かっていたところ、道中で賊に殺害され、携帯していた金幣を奪われた。洪熙帝は激怒して、賊の主犯の名を特定するよう赤斤・罕東・安定・曲先の諸衛に命じた。さらに李英と土官指揮の康寿らに進軍討伐を命じた。1425年（洪熙元年）、李英は安定指揮の哈三孫散哥と曲先指揮の散即思が使節殺害の主犯と知ると、兵を率いて西進した。殺害犯たちは逃走し、李英は追撃して崑崙山を越え、数百里深入りした。雅令闊までいたって、安定の殺害犯たちと遭遇してこれを撃破し、1100人あまりを捕斬し、家畜14万頭を鹵獲した。曲先の殺害犯たちははるか遠方まで逃走して捕まらなかった。安定王桑爾加失夾らは恐れて、北京の宮殿を訪れて謝罪した。李英は宣徳帝に功績を労われて、右府左都督に抜擢された。1427年（宣徳2年）9月、李英は会寧伯に封じられた。父の南哥は子爵に封じられた。
李英は功をたのんで驕り、不法のことが多かった。寧夏総兵官の史昭が李英父子に反乱の企みがあると上奏した。南哥が文章を上申して弁解した。李英の家は西寧にあったが、逃戸700戸あまりを招いて、荘を置いて農地を開墾させ、人の財産を侵奪していた。また兵部や御史や給事中たちに弾劾された。宣徳帝は李英を赦し、逃戸は官戸に入れさせた。1432年（宣徳7年）、西寧衛指揮同知の祁震が死去した。子の祁成が父の職を嗣ぐべきところ、李英の外甥にあたる庶兄の祁監蔵が後継の地位を奪おうとした。祁成の従祖父の祁太平が祁成を連れて北京に赴き、後継の正統性を訴えた。李英は人を派遣して祁太平とその義児の身柄を略取し、かれらを棒で打って、義児を死なせた。御史や給事中たちが以前の罪と合わせて李英を弾劾した。1437年（正統2年）3月、李英は獄に下され、爵位を剥奪されて、死刑を論告された。特別に死罪を赦され、後に釈放された。1442年（正統7年）8月、朝廷に月俸5石の給与を求めた。この年の年末に死去した。享年は61。
1457年（天順元年）、英宗が復辟すると、李英の子の李㫤が錦衣指揮同知の官に任用された。